# Reverence
Reverence je treći EP norveškog black metal-sastava Emperor. EP je u ožujku 1997. godine, objavila diskografska kuća Candlelight Records.

## Popis pjesama
| 1.    | »The Loss and Curse of Reverence« | 6:10 |
| 2.    | »In Longing Spirit«               | 6:00 |
| 3.    | »Opus a Satan« (instrumental)     | 4:17 |
| 16:27 |                                   |      |

## Zasluge
Emperor
- Ihsahn — vokali, gitara, klavijature
- Samoth — gitara
- Alver — bas-gitara
- Trym Torson — bubnjevi

Ostalo osoblje
- Christophe Szpajdel — logotip
- Stephen O'Malley — dizajn, koncept omota
- Pytten — inženjer zvuka
- Eyeball Explosion — fotografija